# 카지 료지
카지 료지(加持 リョウジ 가지 료지[*])는 1995년 제작된 애니메이션《신세기 에반게리온》에 등장하는 가공인물로 애니메이션 성우는 야마데라 코이치, 한국어판에서는 TV 김환진, 강철의 걸프랜드에서는 김승준. 특무기관 네르프의 이중 스파이이다. 카츠라기 미사토와는 대학때부터 알고 사귄 경험이 있다. 취미로 수박을 키우고 있다.

## 만화
코믹스판 7권에서는 애니메이션과 달리 카지가 신지에게 자신의 어린시절을 이야기하는 장면이 나온다. 세컨드 임팩트 직후 고아들의 숫자가 급격하게 늘어나고 그들을 보호하는 수용소의 규율은 점점 엄격해졌다. 카지는 견디다 못해 동생들과 뛰쳐나가 경비가 허술한 군의 물자를 훔치며 생활했다. 어느 날 카지가 물자를 훔치는 현장이 군인들에게 발각되고 당시 그는 죽는 것이 두려워 동생들의 은신처를 말했다. 카지가 거기서 뛰쳐나가 은신처로 가 보았지만 동생들은 이미 사살당한 직후였다. 이 사건으로 크게 후회하고 자살하려는 생각도 했지만 자신들을 이렇게 만든 세컨드 임팩트가 혹시 누군가 계획한 일이 아닌가 조사하기로 하고 그 길로 스파이가 되었다고 한다.

## 신극장판
극장판 '파'에서부터 등장한다. 보통 감사관이 아닌 '수석 감사관'이라고 불린다. (여기에서 네르프나 제레 사이의 스파이가 한 둘이 아니라는것을 추측 할 수 있다.) 게다가 리츠코에게 은밀하게 접촉하기 위해 카메라에 대체 영상을 넣는 대담함도 보여준다. 극장판 초반에 마키나미 마리와 대화하는 장면으로 보아,신극장판에서는 그가 그녀의 보호자 역할을 해왔을 것이라는 추측도 할 수 있다. 그러나 아스카와는 모르는 사이로 설정되었는데,이는 아스카의 강한 모습을 부각시키기 위한 장치로 보인다. 이후에 나오는 에반게리온 Q의 예고편에서는 카지가 누군가에게 총을 겨누는 모습이 나온다.